# Campeonato Mundial de Halterofilismo de 2011 - Até 85 kg masculino
A categoria até 85 kg masculino foi um evento do Campeonato Mundial de Halterofilismo de 2011, disputado na Disneyland Resort Paris, em Paris, na França, entre 10 e 11 de novembro de 2011. 

## Calendário
Horário local (UTC+1)
| Dia            | Horário | Fase    |
| -------------- | ------- | ------- |
| 10 de novembro | 21:30   | Grupo C |
| 11 de novembro | 14:00   | Grupo B |
| 11 de novembro | 19:00   | Grupo A |

## Medalhistas
| Evento    | Ouro                   | Ouro   | Prata                    | Prata  | Bronze                  | Bronze |
| --------- | ---------------------- | ------ | ------------------------ | ------ | ----------------------- | ------ |
| Arranque  | Andrei Rybakou (BLR)   | 178 kg | Adrian Zieliński (POL)   | 174 kg | Kianoush Rostami (IRI)  | 173 kg |
| Arremesso | Kianoush Rostami (IRI) | 209 kg | Benjamin Hennequin (FRA) | 208 kg | Yoelmis Hernández (CUB) | 205 kg |
| Total     | Kianoush Rostami (IRI) | 382 kg | Benjamin Hennequin (FRA) | 378 kg | Adrian Zieliński (POL)  | 376 kg |

## Recordes
Antes desta competição, o recorde mundial da prova era o seguinte:
| Recorde         | Tipo      | Atleta               | Peso   | Local      | Data                   |
| Recorde Mundial | Arranque  | Andrei Rybakou (BLR) | 187 kg | Chiang Mai | 22 de setembro de 2007 |
| Recorde Mundial | Arremesso | Zhang Yong (CHN)     | 218 kg | Ramat Gan  | 25 de abril de 1998    |
| Recorde Mundial | Total     | Lu Yong (CHN)        | 394 kg | Pequim     | 15 de agosto de 2008   |

## Resultado
Os resultados foram os seguintes. 
| Pos.              | Atleta                     | Grupo | Peso  | Arranque (kg) | Arranque (kg) | Arranque (kg) | Arranque (kg)     | Arremesso (kg) | Arremesso (kg) | Arremesso (kg) | Arremesso (kg)    | Total |
| Pos.              | Atleta                     | Grupo | Peso  | 1             | 2             | 3             | Resultado         | 1              | 2              | 3              | Resultado         | Total |
| ----------------- | -------------------------- | ----- | ----- | ------------- | ------------- | ------------- | ----------------- | -------------- | -------------- | -------------- | ----------------- | ----- |
| Medalha de ouro   | Kianoush Rostami (IRI)     | A     | 84.53 | 169           | 173           | 176           | Medalha de bronze | 209            | 219            | 219            | Medalha de ouro   | 382   |
| Medalha de prata  | Benjamin Hennequin (FRA)   | A     | 84.69 | 162           | 167           | 170           | 4                 | 203            | 208            | 210            | Medalha de prata  | 378   |
| Medalha de bronze | Adrian Zieliński (POL)     | A     | 84.62 | 170           | 174           | 176           | Medalha de prata  | 202            | 208            | 208            | 8                 | 376   |
| 4                 | Rinat Kireev (RUS)         | A     | 84.96 | 165           | 170           | 173           | 6                 | 204            | 209            | 209            | 5                 | 374   |
| 5                 | Apti Aukhadov (RUS)        | A     | 84.36 | 168           | 173           | 173           | 8                 | 202            | 208            | 210            | 7                 | 370   |
| 6                 | Gabriel Sîncrăian (ROU)    | A     | 84.72 | 169           | 175           | 176           | 7                 | 201            | 210            | 210            | 9                 | 370   |
| 7                 | Andrei Rybakou (BLR)       | B     | 84.46 | 170           | 175           | 178           | Medalha de ouro   | 182            | 190            | 195            | 18                | 368   |
| 8                 | Ragab Abdelhay (EGY)       | A     | 84.62 | 155           | 161           | 163           | 14                | 195            | 200            | 203            | 6                 | 364   |
| 9                 | Yoelmis Hernández (CUB)    | A     | 82.49 | 155           | 160           | 160           | 22                | 205            | 210            | 210            | Medalha de bronze | 360   |
| 10                | Vladimir Kuznetsov (KAZ)   | B     | 84.38 | 152           | 157           | 160           | 16                | 190            | 195            | 200            | 10                | 360   |
| 11                | Iurii Chykyda (UKR)        | A     | 84.65 | 165           | 170           | 170           | 9                 | 195            | 195            | 195            | 14                | 360   |
| 12                | Tom Schwarzbach (GER)      | B     | 84.61 | 148           | 152           | 154           | 23                | 195            | 199            | 205            | 4                 | 359   |
| 13                | Vadzim Straltsou (BLR)     | B     | 84.89 | 155           | 160           | 163           | 11                | 190            | 196            | 200            | 11                | 359   |
| 14                | Sherzodjon Yusupov (UZB)   | B     | 83.66 | 154           | 158           | 163           | 10                | 195            | 205            | 210            | 12                | 358   |
| 15                | Ilirjan Suli (ALB)         | A     | 84.97 | 163           | 163           | 167           | 12                | 193            | 193            | 193            | 15                | 356   |
| 16                | Rauli Tsirekidze (GEO)     | B     | 84.10 | 153           | 153           | 157           | 18                | 187            | 191            | 195            | 13                | 352   |
| 17                | Mansur Rejepow (TKM)       | B     | 84.70 | 158           | 162           | 165           | 13                | 185            | 190            | 193            | 19                | 352   |
| 18                | Namig Jamilov (AZE)        | B     | 84.42 | 157           | 160           | 160           | 19                | 187            | 192            | 196            | 16                | 349   |
| 19                | Kendrick Farris (USA)      | B     | 84.84 | 153           | 157           | 160           | 20                | 192            | 198            | 204            | 17                | 349   |
| 20                | Giovanni Bardis (FRA)      | C     | 84.42 | 153           | 158           | 160           | 17                | 180            | 185            | 188            | 21                | 348   |
| 21                | Inoýat Jumaýew (TKM)       | B     | 84.84 | 152           | 152           | 157           | 21                | 190            | 190            | 196            | 20                | 347   |
| 22                | Marius Mickevičius (LTU)   | C     | 84.00 | 155           | 160           | 166           | 15                | 181            | 186            | 190            | 22                | 346   |
| 23                | Nailkhan Nabiyev (AZE)     | B     | 84.66 | 148           | 153           | 156           | 24                | 186            | 186            | 191            | 23                | 339   |
| 24                | Donatas Anuškevičius (LTU) | C     | 84.24 | 150           | 155           | 155           | 26                | 180            | 185            | 191            | 25                | 335   |
| 25                | Zach Krych (USA)           | C     | 83.65 | 145           | 145           | 150           | 29                | 185            | 185            | 190            | 24                | 330   |
| 26                | Brice Batchaya (CMR)       | C     | 83.56 | 145           | 148           | 150           | 25                | 175            | 175            | 180            | 28                | 325   |
| 27                | Julio Idrovo (ECU)         | C     | 84.37 | 150           | 150           | 155           | 27                | 175            | 180            | 180            | 29                | 325   |
| 28                | Steven Kari (PNG)          | C     | 84.21 | 132           | 137           | 141           | 34                | 175            | 180            | 184            | 26                | 317   |
| 29                | Bolotbek Shamshiev (KGZ)   | C     | 83.42 | 130           | 136           | 140           | 30                | 166            | 171            | 175            | 27                | 315   |
| 30                | Paul Dumais (CAN)          | C     | 84.14 | 140           | 144           | 146           | 31                | 165            | 169            | 172            | 30                | 312   |
| 31                | Malek Chamoun (AUS)        | C     | 83.76 | 135           | 140           | 140           | 35                | 170            | 170            | 170            | 31                | 305   |
| 32                | Yannick Sautebin (SUI)     | C     | 79.78 | 125           | 130           | 130           | 36                | 145            | 145            | 150            | 32                | 275   |
| —                 | Lu Yong (CHN)              | A     | 84.78 | 170           | 175           | 175           | 5                 | 205            | 205            | 205            | —                 | —     |
| —                 | Amar Musić (CRO)           | B     | 84.64 | 150           | 154           | 154           | 28                | 190            | —              | —              | —                 | —     |
| —                 | Clemente Mannella (ITA)    | C     | 84.94 | 135           | 140           | 142           | 32                | 166            | 166            | 166            | —                 | —     |
| —                 | Mathieu Marineau (CAN)     | C     | 83.18 | 138           | 142           | 142           | 33                | 172            | 172            | 172            | —                 | —     |